# Доминика на зимних Олимпийских играх 2014
Доминика принимала участие в зимних Олимпийских играх 2014 года, которые проходили в Сочи с 7 по 23 февраля. Это была первая зимняя Олимпиада в истории страны. Сборная была представлена двумя лыжниками — семейной парой Гари и Анхеликой ди Сильвестри.

## Состав и результаты

### Лыжные гонки
Спортсменов — 2
В соответствии с итоговыми квотами FIS, опубликованными 20 января 2014 года Доминика получила право выставить на Олимпиаде двух лыжников: одного в мужской части программы и одну женщину.
Мужчины
Дистанционные гонки
| Соревнование              | Спортсмены         | Результат | Место |
| ------------------------- | ------------------ | --------- | ----- |
| 15 км классическим стилем | Гари ди Сильвестри | DNF       | DNF   |

Женщины
Дистанционные гонки
| Соревнование              | Спортсмены             | Результат | Место |
| ------------------------- | ---------------------- | --------- | ----- |
| 10 км классическим стилем | Анжелика ди Сильвестри | DNS       | DNS   |